# 이의잠
이의잠(李宜潛, 1576년-1635년)은 조선 중기의 문신이다. 자는 병연(浩然)이고 호는 수졸당(守拙堂)이다. 문원공 회재 이언적의 손자로 본관은 여강(驪江)이며 수졸당파의 파조이다.

## 생애
선조 9년(1576년)에 경주시 안강 양좌동 양동마을에서 출생하였다. 1592년 임진왜란이 발발하자 불과 17세의 나이로 경주의 의진(義陳)에 나아가 머물고 있던 왜구를 토벌했다. 1595년 창의해 의병을 일으켰고, 1596년(선조 29)에는 곽재우 등과 함께 제1차 팔공산회맹(八公山會盟)에 참가했다. 종전 후에는 이의활 등 형들과 함께 박성, 정경세, 조호익에게서 수학하였다. 광해군 4년(1612년) 소과에 합격하여 진사가 되었다. 오성부원군 영의정 이항복에게 문원공의 묘지(墓誌)를 찬하기를 부탁했다. 1616년 찰방, 1623년 의금부 도사에 제수되었고 같은 해 하양 현감으로 외직을 나갔다. 그러나 이후 사직하여 양동마을에서 가학의 전수와 자손의 번창에 힘썼고 경주 옥산서원 원장을 역임하다 1635년 별세했다. 유고로 수졸당유고가 있다.

## 가족
- 고조(高祖)
  - 훈련원참군 증 이조판서(訓鍊院參軍 贈吏曹判書) 이수회(李壽會)
- 증조(曾祖)
  - 성균생원 증 의정부 좌찬성(成均生員 贈左贊成) 이번(李蕃)
- 조부(祖父)
  - 문원공 여성군 의정부 좌찬성 증 영의정(文元公 驪城君 左贊成 贈 領議政) 이언적(李彦迪)
- 선고(先考)
  - 사옹원판관 증 좌승지(司饔院判官 贈左承旨) 이응인(李應仁)
- 서숙(庶叔)
  - 증예빈시정(贈禮賓寺正) 이전인(李全仁)
- 서종형제(庶從兄弟)
  - 청도군수(淸道郡守) 이준(李浚)
  - 유학(幼學) 이순(李淳)
- 형제(兄弟)
  - 유학(幼學) 이의윤(李宜潤)
  - 유학(幼學) 이의징(李宜澄)
  - 순천부사(順天府使) 이의활
  - 군자감직장(軍資監直長) 이의온(李宜溫)

## 참고 문헌
- 국조문과방목(國朝文科榜目), 동경잡기(東京雜記), 여주이씨세보(驪州李氏世譜)